# Rodrigo González Cárdenas
Rodrigo Armando González Cárdenas (Città del Messico, 12 aprile 1995) è un calciatore messicano, difensore del Correcaminos UAT.

## Caratteristiche tecniche
È un difensore centrale.

## Carriera

### Nazionale
Nel 2015 con la nazionale Under-20 messicana ha disputato il campionato nordamericano di categoria ed il Mondiale di categoria.

## Palmarès

### Nazionale
- Campionato CONCACAF Under-20: 1

2015